# Fernando Caiado
Fernando Augusto do Amaral Caiado (2 marzo 1925 – 12 novembre 2006) è stato un allenatore di calcio e calciatore portoghese, di ruolo centrocampista.

## Carriera

### Club
Ha trascorso l'intera carriera nel campionato portoghese.

### Nazionale
Ha collezionato 16 presenze con la maglia della nazionale.

## Statistiche

### Presenze e reti in nazionale
| Cronologia completa delle presenze e delle reti in nazionale ― Portogallo | Cronologia completa delle presenze e delle reti in nazionale ― Portogallo | Cronologia completa delle presenze e delle reti in nazionale ― Portogallo | Cronologia completa delle presenze e delle reti in nazionale ― Portogallo | Cronologia completa delle presenze e delle reti in nazionale ― Portogallo | Cronologia completa delle presenze e delle reti in nazionale ― Portogallo | Cronologia completa delle presenze e delle reti in nazionale ― Portogallo | Cronologia completa delle presenze e delle reti in nazionale ― Portogallo |
| Data                                                                      | Città                                                                     | In casa                                                                   | Risultato                                                                 | Ospiti                                                                    | Competizione                                                              | Reti                                                                      | Note                                                                      |
| ------------------------------------------------------------------------- | ------------------------------------------------------------------------- | ------------------------------------------------------------------------- | ------------------------------------------------------------------------- | ------------------------------------------------------------------------- | ------------------------------------------------------------------------- | ------------------------------------------------------------------------- | ------------------------------------------------------------------------- |
| 16-06-1946                                                                | Oeiras                                                                    | Portogallo                                                                | 3 – 1                                                                     | Irlanda                                                                   | Amichevole                                                                | -                                                                         |                                                                           |
| 02-04-1950                                                                | Madrid                                                                    | Spagna                                                                    | 5 – 1                                                                     | Portogallo                                                                | Qual. Mondiali 1950                                                       | -                                                                         |                                                                           |
| 12-05-1951                                                                | Cardiff                                                                   | Galles                                                                    | 2 – 1                                                                     | Portogallo                                                                | Amichevole                                                                | -                                                                         |                                                                           |
| 19-05-1951                                                                | Liverpool                                                                 | Inghilterra                                                               | 5 – 2                                                                     | Portogallo                                                                | Amichevole                                                                | -                                                                         |                                                                           |
| 17-06-1951                                                                | Oeiras                                                                    | Portogallo                                                                | 1 – 1                                                                     | Belgio                                                                    | Amichevole                                                                | -                                                                         |                                                                           |
| 20-04-1952                                                                | Colombes                                                                  | Francia                                                                   | 3 – 0                                                                     | Portogallo                                                                | Amichevole                                                                | -                                                                         |                                                                           |
| 23-11-1952                                                                | Porto                                                                     | Portogallo                                                                | 1 – 1                                                                     | Austria                                                                   | Amichevole                                                                | -                                                                         |                                                                           |
| 14-12-1952                                                                | Oeiras                                                                    | Portogallo                                                                | 1 – 2                                                                     | Argentina                                                                 | Amichevole                                                                | -                                                                         |                                                                           |
| 28-11-1954                                                                | Oeiras                                                                    | Portogallo                                                                | 1 – 3                                                                     | Argentina                                                                 | Amichevole                                                                | -                                                                         |                                                                           |
| 19-11-1954                                                                | Oeiras                                                                    | Portogallo                                                                | 0 – 3                                                                     | Germania                                                                  | Amichevole                                                                | -                                                                         |                                                                           |
| 04-05-1955                                                                | Glasgow                                                                   | Scozia                                                                    | 3 – 0                                                                     | Portogallo                                                                | Amichevole                                                                | -                                                                         |                                                                           |
| 20-11-1955                                                                | Oeiras                                                                    | Portogallo                                                                | 2 – 6                                                                     | Svezia                                                                    | Amichevole                                                                | -                                                                         |                                                                           |
| 25-12-1955                                                                | Il Cairo                                                                  | Egitto                                                                    | 0 – 3                                                                     | Portogallo                                                                | Amichevole                                                                | -                                                                         |                                                                           |
| 08-04-1956                                                                | Oeiras                                                                    | Portogallo                                                                | 0 – 1                                                                     | Brasile                                                                   | Amichevole                                                                | -                                                                         |                                                                           |
| 03-06-1956                                                                | Oeiras                                                                    | Portogallo                                                                | 3 – 1                                                                     | Spagna                                                                    | Amichevole                                                                | -                                                                         |                                                                           |
| 09-06-1956                                                                | Oeiras                                                                    | Portogallo                                                                | 2 – 2                                                                     | Ungheria                                                                  | Amichevole                                                                | -                                                                         |                                                                           |
| Totale                                                                    |                                                                           | Presenze                                                                  | 16                                                                        |                                                                           | Reti                                                                      | 0                                                                         |                                                                           |

## Palmarès

### Giocatore

#### Competizioni nazionali
- Coppa di Portogallo: 5

Benfica: 1950-1951, 1952-1953, 1954-1955, 1956-1957, 1958-1959
- Campionato portoghese: 2

Benfica: 1954-1955, 1956-1957

### Allenatore

#### Competizioni internazionali
- Coppa Piano Karl Rappan: 1

Sporting Lisbona: 1968